# محمد الصديق معنينو
محمد الصديق معنينو (مواليد 22 فبراير 1944) هو صحفي وكاتب مغربي، عمل في الشركة الوطنية للإذاعة والتلفزة، ومسؤول سابق بوزارة الإتصال في المغرب. وهو ابن المناضل والكاتب أحمد معنينو.

## مسيرته
ولد عام 1944 في مدينة طنجة وهو ينتمي إلى عائلة سلاوية، أنجز محمد الصديق معنينو تغطيات إعلامية لعدد كبير من مؤتمرات القمة العربية والإسلامية والإفريقية داخل المغرب وخارجه، كما حضر عددا من دورات الجمعية العامة للأمم المتحدة واللجنة الرابعة، كما مثل المغرب في مجموعة من اللقاءات العربية والدولية، وترأس وفودا إعلامية مغربية في منتديات عالمية، وفي مناطق متعددة عاشت أحداثا مهمة في الشرق الأوسط وإفريقيا وآسيا. وباحترافية مهنية، إستجوب محمد الصديق معنينو عددا كبيرا من رؤساء الدول ورؤساء الحكومات ووزراء الخارجية، كما إستجوب في التلفزيون عددا من كبار المسؤولين المغاربة، وقدم برامج تهم الأوضاع السياسية والإستراتيجية الدولية، وأنجز أيضا ربورتاجات حول المواضيع الجيوسياسية والاقتصادية العالمية.
كما ترأس محمد الصديق معنينو لعدة سنوات، اللجنة الوطنية لبطاقة الصحافة، وهي اللجنة التي تمنح البطاقة المهنية للصحافيين المغاربة في الجرائد ووسائل الإعلام السمعية البصرية. وترأس لسنوات، اللجنة الوطنية التي تضم كافة الأحزاب السياسية لتحديد مدة وموعد تدخلاتها في الإذاعة والتلفزيون خلال الحملات الاستفتائية والانتخابات التشريعية والمهنية والنقابية، كما شارك بصفته متدخلا مهنيا ومسؤولا في مجال الإعلام في تنظيم عشرات الرحلات الصحفية إلى الأقاليم الجنوبية وأنجز تغطيات لعدد من المعارك العسكرية التي شهدتها المنطقة.

## الأوسمة والجوائز
حصل محمد الصديق معنينو على عدة أوسمة، من بينها وسام العرش من درجة فارس، ووسام العرش من درجة ضابط، ووسام المسيرة الخضراء، ووسام الجمهورية الإيطالية من درجة فارس، ووسام المملكة الإسبانية من درجة فارس.

## من مؤلفاته
- سلسلة أيام زمان: التي يستحضر فيها محمد الصديق معنينو وقائع وأحداث عاشها المغرب، وكان هو شاهدا على مختلف فصولها، انطلاقا من المناصب التي تولاها في الإذاعة والتلفزيون والوزارة وغيرها.
- كتاب: «الحاج أحمد معنينو المجاهد».
- كتاب: «أيام زمان - الجزء الأول، موكب السلطان».
- كتاب: «أيام زمان - الجزء الثاني، الفتح المبين».
- كتاب: «أيام زمان - الخصم والصديق».
- كتاب: «سلا في القرن السابع عشر... جمهورية القراصنة».[2]
- كتاب: «السلطان والأسير».[3]

## من أعماله المصورة
- فيديو: تاريخنا.. عن تاريخ المغرب من 1900م إلى 2000م.